# Louis Essen
Louis Essen (* 6. September 1908 in Nottingham; † 24. August 1997 in Great Bookham) war ein englischer Physiker.
Er lieferte wertvolle Beiträge zur präzisen Zeitmessung und zur Bestimmung der Lichtgeschwindigkeit, indem er einen elektrischen Hohlraumresonator baute, mit dem es ihm möglich war, Mikrowellenstrahlung in einen geschlossenen, hohlen Metallzylinder einzuschleusen. Wenn die Höhe ein ganzzahliges Vielfaches der halben Wellenlänge ist, entsteht eine stehende Welle. Die Wellenlänge der Strahlung ist im freien Raum anders als in der Hohlraumkammer, aber im Resonanzfall ist diese Mikrowellenstrahlung der im freien Raum gleich. 1950 veröffentlichte er einen Wert von 299.792,5±1 km/s für die Lichtgeschwindigkeit.
Essen war jahrzehntelang für das britische Zeitnormal zuständig. Als Physiker hatte er sich von Anfang an für Probleme der Relativitätstheorie interessiert.
Er war ein beharrlicher Kritiker der Speziellen Relativitätstheorie, insbesondere des Konzepts der Zeitdilatation, das er strikt ablehnte. Er weigerte sich, bei der Uhrensynchronisation den Lorentz-Faktor zu berücksichtigen.